# Sosialurin

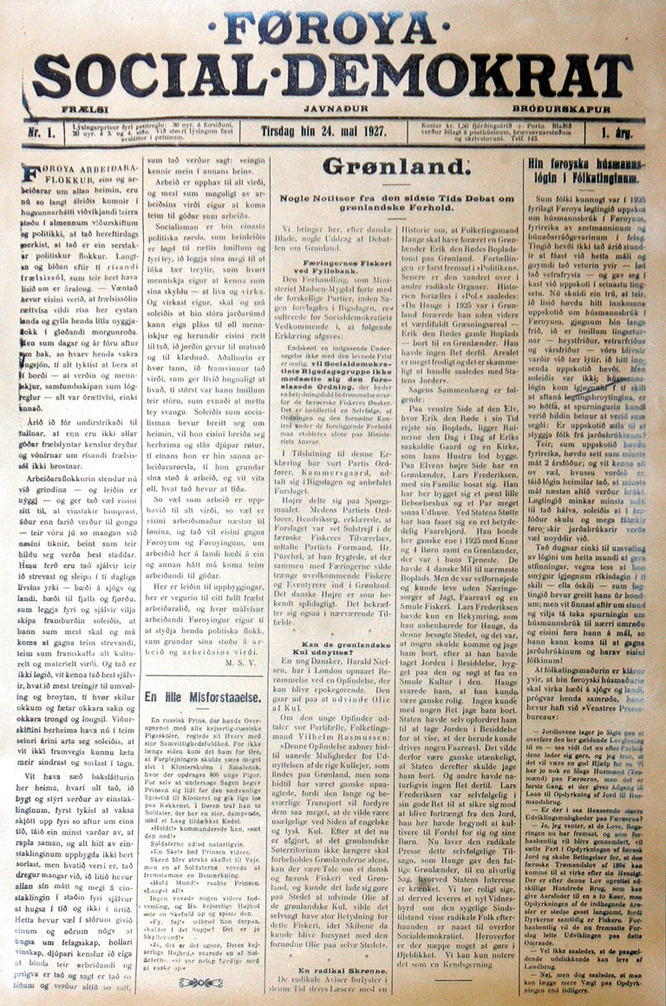
Ausgabe des Føroya Social Demokrat vom 24. Mai 1927

Der Sosialurin [soˈsjalʊrɪn] (wörtlich „Der Soziale“) ist die zweitgrößte Tageszeitung auf den Färöern mit Sitz in Tórshavn.
Sosialurin erscheint fünfmal wöchentlich von Dienstag bis Samstag mit einer landesweiten Auflage von 8.100 Exemplaren. Damit erreicht er fast die Hälfte der rund 17.000 färöischen Haushalte. Zusammen mit der Føroya Tele, der färöischen Telekom, sorgt er für auch für die Versorgung mit Nachrichten auf dem wichtigsten Internetportal des Landes portal.fo.
Die eigentliche Website der Zeitung ist www.sosialurin.fo. Sie ist nur für Abonnenten vollständig einsehbar. Das hat sie mit dem Konkurrenten und Marktführer Dimmalætting gemeinsam. Als „Dimma“ im April 2005 verkündete, seine gedruckte Dienstagsausgabe auf den Färöern künftig gratis zu verteilen, zog Sosialurin nicht mit.

## Geschichte
Die erste Ausgabe erschien am 24. Mai 1927 unter dem Titel Føroya Social Demokrat („Sozialdemokrat der Färöer“) als Parteizeitung des Javnaðarflokkurin (gegr. 1925). Von 1945 bis 1955 lautete der Name Føroya Sosial-Demokratur.  Das Fremdwort „social“ (dänische Schreibweise) schreibt sich auf Färöisch sosial und war Namensgeber für den heutigen Titel Sosialurin.
Der Name des Lehnworts setzt sich wie folgt zusammen: Sosial-ur-in. Sosial ist der (fremdsprachliche) Stamm, -ur die männliche Nominativendung und -in der angehängte bestimmte Artikel. Wird der Name gebeugt, so erscheint er im Akkusativ als Sosial-in und im Dativ als Sosial-inum.
Dieser Name wurde im April 2005 in Norwegen als der lustigste Firmenname der Welt gewählt. Dort wird er als „Sozial-Urin“ missverstanden. Die Betonung des Namens schließt diese Deutung aber aus, da die Endung -urin unbetont ist und auch kein Stimmabsatz zur vorhergehenden Silbe erfolgt, vgl. Deutsch: sozialeren. Urin heißt auf Färöisch umschreibend vatn (Wasser) oder land (Land).
Anfang 2006 trennte sich der Javnaðarflokkurin von seinem Hausblatt. Die Zeitung ist nun im Besitz der färöischen Telefongesellschaft Føroya Tele.